# Советское сельское поселение (Белгородская область)
Советское се́льское поселе́ние — упразднённое сельское поселение в Алексеевском районе Белгородской области.
Административный центр — село Советское.
Упразднено 19 апреля 2018 с преобразованием Алексеевского муниципального района в Алексеевский городской округ.

## География
Через Советское сельское поселение протекает река Черная Калитва.

## Население
| 2010  | 2011  | 2012  | 2013  | 2014  | 2015  | 2016  |
| ----- | ----- | ----- | ----- | ----- | ----- | ----- |
| 1449  | ↘1445 | ↘1426 | ↘1423 | ↗1434 | ↘1422 | ↘1411 |
| 2017  | 2018  |       |       |       |       |       |
| ↘1368 | ↘1342 |       |       |       |       |       |

## Состав сельского поселения
| № | Населённый пункт | Тип населённого пункта       | Население |
| - | ---------------- | ---------------------------- | --------- |
| 1 | Геращенково      | поселок                      | ↗108      |
| 2 | Запольное        | село                         | ↘108      |
| 3 | Лесиковка        | поселок                      | ↘28       |
| 4 | Николаевка       | поселок                      | ↘25       |
| 5 | Советское        | село, административный центр | ↘1006     |
| 6 | Хмызовка         | поселок                      | ↗132      |
| 7 | Шапорево         | село                         | ↘42       |